# Ivan Jarygin
Ivan Sergejevič Jarygin (rusky Иван Сергеевич Ярыгин; 7. listopadu 1948 Kamzas, Sovětský svaz – 11. října 1997 Něftěkumsk, Rusko) byl sovětský zápasník, volnostylař.
V roce 1972 na olympijských hrách v Mnichově v kategorii do 100 kg a v roce 1976 na hrách v Montréalu ve stejné kategorii vybojoval zlatou medaili. V roce 1973 vybojoval zlatou medaili na mistrovství světa. V roce 1972, 1975 a 1976 vybojoval zlato, v roce 1970 a 1974 stříbro na mistrovství Evropy. V roce 1973, 1976, 1977, 1979 a 1980 zvítězil na Světovém poháru. V roce 1973 vybojoval zlato na Univerziádě.
Po ukončení sportovní kariéry se věnoval trenérské práci. V letech 1982 až 1992 byl hlavním trenérem sovětské volnostylařské reprezentace. Od roku 1993 až do své předčasné smrti byl prezidentem Ruské federace zápasu. Zemřel 11. října 1997 při automobilové nehodě na dálnici Machačkala-Kislovodsk v regionu Stavropol, nedaleko města Neftekumsk. Byl pohřben na Trojekurovském hřbitově v Moskvě. V roce 2010 byl uveden do mezinárodní síně slávy FILA.